# Eugenio Díaz Castro
José Eugenio Díaz Castro (Soacha, 5 de septiembre de 1803-Bogotá, 11 de abril de 1865) fue un escritor costumbrista y periodista colombiano, célebre por su novela Manuela, considerada en su época como novela nacional y una de las iniciadoras del género costumbrista en Colombia. Fue también cofundador del periódico El Mosaico. Innovador por concebir en su novelistica una visión de mundo correspondiente al socialismo utópico de caracter cristiano.  
Considerado uno de los personajes más ilustres del municipio de Soacha, en Cundinamarca, Colombia.

## Biografía
Hijo legítimo de José Antonio Díaz y Andrea de Castro, fue una bendición de la madre pues ella no quería tener hijos. Después del nacimiento fue bautizado el 8 de septiembre de 1803, por Fray Silvestre Polanco, cura doctrinero, y sus padrinos fueron el escritor José Joaquín Ortiz y Josefa Díaz, según consta en el libro 10 de bautismos del Archivo Parroquial de Soacha. 
Recibió sus primeras enseñanzas de Casimiro Espinel y después pasó al Colegio de San Bartolomé. Sin embargo, debido a una afección al pecho y a las secuelas de un accidente sufrido al caer de un caballo; cuando iba a visitar a su familia, Díaz Castro tuvo que retirarse del colegio y continuar sus lecturas y estudios por su cuenta, en la hacienda Puerta Grande, propiedad de sus padres.
Para subsistir, se dedicó a las labores del campo, algunas veces como propietario y en otras, como mayordomo en tierras calientes y frías de Colombia y en 1848 dirigió un negocio de prensas de tabaco en Ambalema. Se dedicó también al periodismo. Fundó con los destacados escritores José María Vergara y José Manuel Marroquín el periódico El Mosaico y colaboró en publicaciones como El Bogotano y Biblioteca de señoritas. Publicó muchos artículos costumbristas a lo largo de su vida. 

### Muerte
Después de cinco años de estar postrado, José Eugenio Díaz Castro falleció el 11 de abril de 1865 en Bogotá a los 61 años.

## Obra
En 1858 inició la publicación de Manuela, una de las novela costumbrista que relata las vivencias del bogotano Don Demóstenes y los habitantes de una parroquia de tierra caliente, obra publicada en El Mosaico y aclamada como la novela nacional por José María Vergara y Vergara. En ese mismo año empezó a publicar artículos en la Biblioteca de Señoritas.  
La experiencia de Díaz en la actividad agrícola sirvió de base a gran parte de su obra, lo que ha justificado que la crítica lo considere un escritor de ambiente rural, con estilo minucioso y realista en las descripciones, destacable por su claridad y sencillez. Para comprender el tipo de novela practicado por el autor, como señala Ivan Padilla Chasing, conocedor de la obra de Eugenio Díaz, se debe tener claro que en sus novelas se observa una tensión entre el costumbrismo, el realismo y el romanticismo social. Fue criticado por sus contemporáneos debido a sus aparentes «descuidos idiomáticos», la «falta de pulcritud de su estilo», su «lenguaje incorrecto», «su estilo vulgar y desaliñado», y su «filosofía barata»; críticas que solo reflejan posturas conservadores ante el uso de la lengua en el fenomeno literario y que, finalmente, serían una groso error por parte de la elite letrada que interpreto la obra de Díaz de ese modo. Lo puede comprobar el lector contemporáneo ya que el ritmo de la escritura de Díaz, aun hoy en día, es vivo y latente. 

## Homenajes
El nombre del escritor quedó inmortalizado en una institución educativa y en una avenida ubicadas en el municipio de Soacha, población en la que nació. 